# Liz Smith
Liz Smith, właśc. Betty Gleadle (ur. 11 grudnia 1921 w Scunthorpe, zm. 24 grudnia 2016) – brytyjska aktorka, występująca przede wszystkim w rolach komediowych. Laureatka Nagrody Filmowej BAFTA dla najlepszej aktorki drugoplanowej za rok 1984, którą wyróżniono jej rolę w filmie Prywatne zajęcia, oraz British Comedy Award 2007 dla najlepszej telewizyjnej aktorki komediowej za rolę w serialu The Royle Family.

## Życiorys

### Młodość i życie prywatne
Pochodzi z rozbitej rodziny, wychowywała ją owdowiała babcia. W czasie II wojny światowej była jedną z kobiet-ochotniczek służących w oddziałach pomocniczych Royal Navy. W ramach tej służby znalazła się w Indiach, gdzie poznała Jacka Thomasa, którego poślubiła w 1945. W 1959 jej małżeństwo zakończyło się rozwodem, zaś ona została samotną matką z dwójką dzieci, co w ówczesnym brytyjskim społeczeństwie wiązało się z pewnego rodzaju ostracyzmem.

### Kariera aktorska
Po rozwodzie imała się różnych zajęć, pracowała m.in. w sklepie z zabawkami. Mając 49 lat i nie posiadając jakiegokolwiek doświadczenia aktorskiego wygrała, nieoczekiwanie dla samej siebie, casting do filmu Ponure chwile, którym debiutował młody reżyser Mike Leigh. Zagrała tam matkę głównej bohaterki. Po premierze filmu zaczęła otrzymywać kolejne propozycje, zarówno filmowe, jak i telewizyjne. Do najbardziej znanych produkcji z jej udziałem należały Emmerdale, Babie lato, Różowa Pantera kontratakuje (przy czym sceny z jej udziałem zostały usunięte z filmu na etapie montażu), Klątwa Różowej Pantery (tym razem znalazła się w ostatecznej wersji) czy ekranizacja powieści feministycznej Diablica. W 1984 wystąpiła w filmie Prywatne zajęcia w reżyserii Malcolma Mowbraya, gdzie partnerowali jej Michael Palin i Maggie Smith (zbieżność nazwisk przypadkowa). Liz Smith otrzymała za tę rolę nagrodę BAFTA.
W latach 90. stała się wziętą aktorką charakterystyczną, grającą rolę starszych pań.. W takim charakterze pojawiła się m.in. w serialu Kroniki młodego Indiany Jonesa oraz niezwykle popularnym w Wielkiej Brytanii sitcomie Pastor na obcasach, gdzie w pierwszej serii należała do głównej obsady. Grała aż do ukończenia 88. roku życia, pojawiając się w niewielkich rolach m.in. w Sekretach i kłamstwach, Wszystko zostaje w rodzinie, Mieście cienia czy Czarodziejskim flecie. W 2007 została najstarszą laureatką British Comedy Award dla najlepszej telewizyjnej aktorki telewizyjnej za rolę w sitcomie The Royle Family.
W 2009 zakończyła aktywną pracę aktorską ze względu na coraz gorszy stan zdrowia, bezpośrednim powodem jej decyzji był przebyty wylew. W 2010 wystąpiła jeszcze w The Young Ones, cyklicznym programie BBC z udziałem celebrytów w podeszłym wieku, którego celem było uwrażliwienie społeczeństwa na kwestie związane ze starością.

## Odznaczenia
W 2009 otrzymała Order Imperium Brytyjskiego najniższej klasy Member.